# Goodie-Two-Shoes
Goodie-Two-Shoes ist ein britischer Kurzfilm von 1984 von Ian Emes, der den Film auch produzierte und das Drehbuch schrieb. Lila Kaye spielt die Tanzlehrerin Miss Bloom, die versucht, eine Gruppe von Schülern für ein Tanzturnier der Schule vorzubereiten.
Emes wurde für und mit seinem Film für einen Oscar nominiert.

## Inhalt
Die rundliche Miss Bloom hat sich bereit erklärt, einer Gruppe von Schülern das Tanzen beizubringen. Die jungen Leute sind besonders an dem neuen Tanz Goodie-Two-Shoes interessiert. Natürlich möchte jeder der Jungen mit einem in seinen Augen besonders hübschen Mädchen tanzen. Stuart, einer der Jungen, hat unter den anwesenden Mädchen ganz besonders Veronica im Blick, muss sich jedoch mit einem anderen Mädchen, der kindlichen Sue, zufriedengeben. Als das erste Einzel-Vortanzen ansteht überrascht er zusammen mit seiner Partnerin jedoch durch einen besonders gelungenen Vortrag, der nun wiederum die Eifersucht des von ihm zuvor favorisierten Mädchens und dessen Partner Baz erweckt. Als die junge Dame ihn dazu bringt, sie zu küssen, kommt Baz mit zwei Freunden hinzu. Sie verpassen Stuart einen Denkzettel. Sue bekommt das mit und kümmert sich um ihn, woraufhin es zu einem Kuss zwischen beiden kommt.
Am Abend sollen die jungen Leute in einer Art Turnier vortanzen, dem Siegerpaar winkt ein Pokal. Der Modus gibt vor, dass nach und nach jeweils ein Paar ausscheidet bis zuletzt nur noch ein Paar übriggeblieben ist. Zwischen einigen der Paare kommt es zu unschönen Szenen auf und neben der Tanzfläche. Da Stuart und Sue besonders gute Leistungen zeigen, werden beide aus heiterem Himmel von einigen anderen angegriffen und das Turnier endet in einem beispiellosen Durcheinander. 
Für Stuart und Sue beginnt jedoch nur wenig später ein neuer Abschnitt in ihrem Leben, zusammen treten sie als Turniertänzer an.

## Produktion

### Produktionsnotizen
Produziert wurde die Timeless Films/Ian Emes Produktion von Paramount British Pictures, vertrieben von United International Pictures (UIP). Für die Choreographie zeichnete Pat Garrett verantwortlich, für Haare und Make-up Louise Fisher. Gedreht wurde in London, so unter anderem im Royal College St. London NWI.
Der Ausdruck Goody Two-Shoes geht auf eine Kindergeschichte zurück, die 1765 von John Newbery in London veröffentlicht worden war. Der Begriff steht dort für eine übermäßig tugendhafte Person oder auch für einen Gutmensch.

### Oscarnominierung
Der oscarnominierte Film konnte sich nicht gegen das kanadische Kurzfilm-Drama Boys and Girls durchsetzen, das von einer Familie erzählt, in der nicht hinterfragt wird, ob es richtig ist, Rollenzuordnungen kritiklos zu übernehmen.

## Auszeichnungen
Oscarverleihung 1984
- Oscarnominierung für Ian Emes für und mit dem Film in der Kategorie „Bester Kurzfilm“

BAFTA Awards
- Auszeichnung des Films mit dem BAFTA Award in der Kategorie „Bester Kurzfilm“[2]